# Joey Dosik

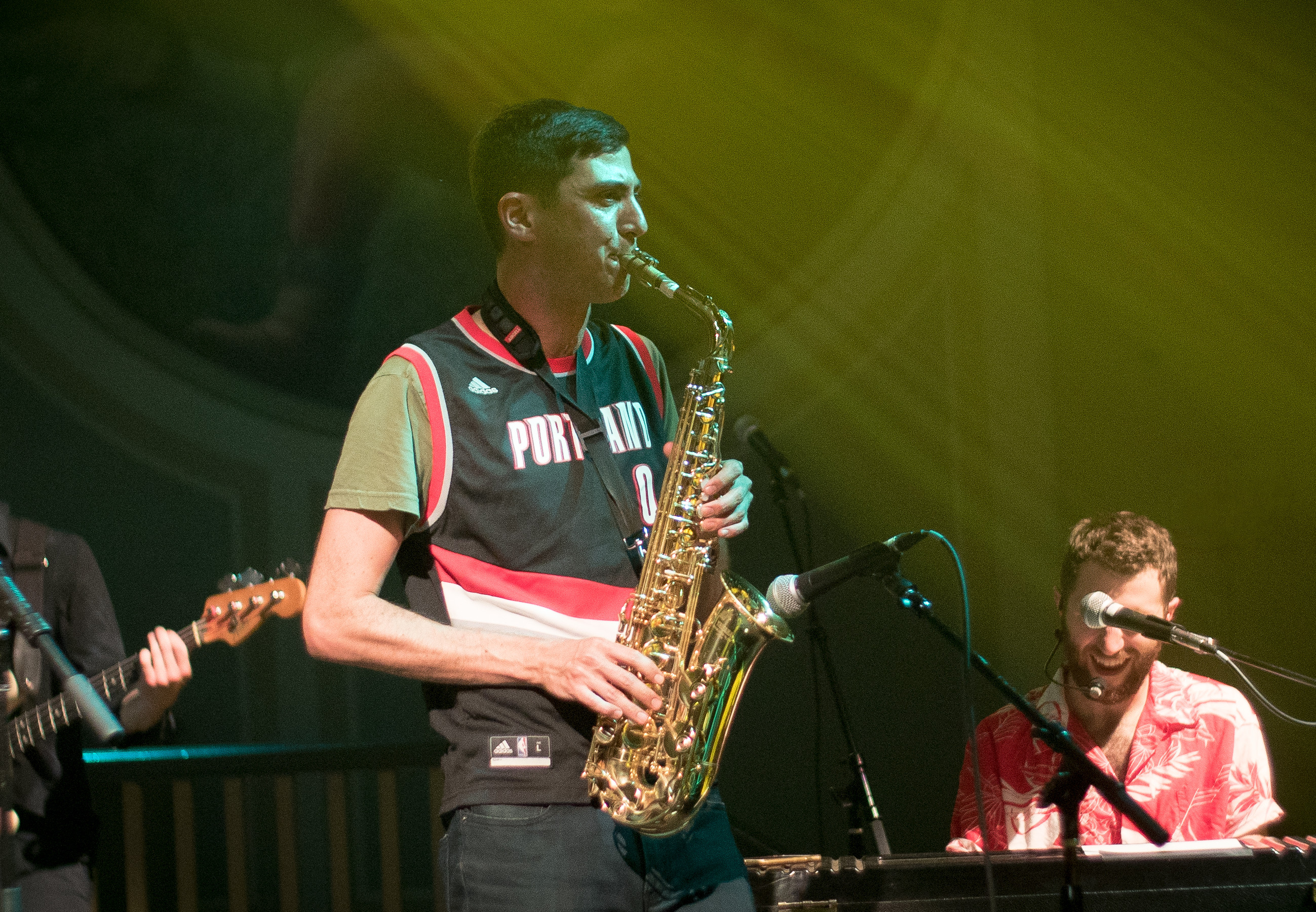
Dosik am Saxophon (2017)

Joey Dosik ist ein US-amerikanischer Singer-Songwriter und Multiinstrumentalist aus Los Angeles, Kalifornien.

## Werdegang
Dosik wuchs in Los Angeles auf und spielt seit jungen Jahren Klavier. Ebenfalls im Kindesalter begann er Saxophon zu spielen und wurde durch Jazz- und Soulmusik geprägt, insbesondere durch Arthur Blythe. Er spielte mit Bassist Henry Grimes, wodurch sein Interesse für Jazz gefestigt wurde. An der University of Michigan studierte er Jazz. Außerdem war er Mitglied der Band Ella Riot in Ann Arbor.
2009 kehrte er nach Los Angeles zurück  und fokussierte sein musikalisches Schaffen auf Singen und Songwriting. Seine erste Solo-EP mit dem Titel Where Do They Come From? veröffentlichte er schließlich 2012. 2016 folgte seine zweite EP Game Winner. Er begann, mit der Band Vulfpeck zusammen zu spielen und zu arbeiten und ist auf mancher ihrer Alben zu hören.
2018 trat er in der Jimmy Kimmel Show auf und veröffentlichte sein erstes Album mit dem Titel Inside Voice, das als Pop-Soul-Musik eingeordnet werden kann. Hierzu erhielt er Unterstützung von Moses Sumney und Miguel Altwood-Ferguson. Im Mai 2020 folgte die Singleveröffentlichung 23 Teardrops.